# Comuna Fuglebjerg
Fuglebjerg (Fuglebjerg Kommune) a fost o comună din comitatul Vestsjællands Amt, Danemarca, care a existat între anii 1970-2006. Comuna avea o suprafață totală de 140,60 km² și o populație de 6.603 de locuitori (în 2007), iar din 2007 teritoriul său face parte din comuna Næstved.
1. ↑  Danske borgmestre 1970-2018 (PDF)